# Safa-Gesellschaft
Die Safa-Gesellschaft war eine gemeinnützige Gesellschaft, die zu Beginn des 20. Jahrhunderts in Baku tätig war. Ziel der Gesellschaft war es, Kinder aus armen Familien in die Bildung einzubeziehen, den Armen medizinische Hilfe zu leisten und das Kulturniveau der Menschen zu erhöhen. 

## Aktivität
Der Verein „Safa“ bestand aus 50 Mitgliedern. Es wurde durch Mitgliedsbeiträge, persönliche Spenden und Gelder aus Theateraufführungen finanziert. Ziel der Gesellschaft war es, Kinder aus armen Familien in die Bildung einzubeziehen, den Armen medizinische Hilfe zu leisten und das kulturelle Niveau der Menschen zu heben. Der Betrieb befand sich in einem Gebäude in der Boyuk-Chemberekend-Straße. Das zweistöckige Gebäude der Schule wurde 1910 von einem der Vertreter der Intelligenz, Alibala Zarbaliyev, erbaut. Er war auch der Schatzmeister der Gesellschaft. Hüseyn Cavid, Seyid Hussein, Samad Mansur und andere unterrichteten in der Schule. Zunächst studierten dort 60 Studenten, 1914 bereits 160.
Die Gesellschaft eröffnete auch russisch-tatarische (aserbaidschanische) Schulen in den Dörfern Biləcəri, Bina, Gobu und dem Dorf Devechi im Bezirk Guba. Es stellte finanzielle Unterstützung für Schulen in Salyan und Shamakhi bereit.
Abbas Mirza Sharifzade wurde am 12. August 1912 in die Rechnungsprüfungskommission der Gesellschaft gewählt.
Die neu geschaffene Theatertruppe der Gesellschaft war im Vergleich zur Truppe der „Nijat“-Gesellschaft schwach, aber Schauspieler der „Nijat“ traten auch in der „Safa“-Truppe auf. Dadash Bunyadzadeh, Samad Mansur, die Schauspieler Jahangir Zeynalov und Abbas Mirza Sharifzadeh beteiligten sich aktiv an der Arbeit der Gesellschaft. Auch Huseyn Arablinsky, Mirzaagha Aliyev, Sidgi Ruhulla, Huseyngulu Sarabsky und andere wurden eingeladen, an Aufführungen der Truppe des „Nijat“-Theaters teilzunehmen.
Die Uraufführung der Theatertruppe der Gesellschaft fand am 31. August 1912 im Tagiyev-Theater statt. Dem Publikum wurde die Komödie „Agha Karim Khan Ardabili“ von Najaf bey Vazirov nach dem Werk des französischen Dramatikers Molière – „Der Geizige“ präsentiert. Die Aufführung wurde von Jahangir Zeynalov inszeniert. Die Hauptrollen spielten Jahangir Zeynalov (Agha Karim Khan Ardabili) und Abbas Mirza Sharifzadeh (Sohn von Agha Karim Khan). Die Theatertruppe der Gesellschaft organisierte Tourneeaufführungen in den Städten und Dörfern der Provinz Baku sowie in den Städten des Südkaukasus, Zentralasiens, des Nordkaukasus, des Iran, Astrachan, Kasan und in anderen Regionen.
Neben Aufführungen engagierte sich die Gesellschaft „Safa“ auch in der Kultur- und Bildungsarbeit rund um das Theaterleben. Die Gesellschaft organisierte den 25. Jahrestag der Bühnentätigkeit von Jahangir Zeynalov im Jahr 1910, den 100. Jahrestag der Geburt von Mirza Fatali Akhundov im Jahr 1911 und den 40. Jahrestag der literarischen Tätigkeit von Najaf-bey Vezirov im Jahr 1913.
1914 wurde Jahangir Zeynalov zum Vorsitzenden der Theaterabteilung der Gesellschaft und Mehti-bey Hajinsky zu seinem Stellvertreter gewählt. Unter seiner Leitung inszenierte die Theatertruppe der Gesellschaft Aufführungen nach den Werken „Haji Gara“ von Mirza Fatali Akhundov, „Haji Gambar“ von Najaf-bey Vazirov, „Motherland“ von Namik Kemal, „Married Bachelor“ von Zulfugar- bey Hajibeyov, 1914 – „Friends of the Nation“ von Abdurrahim-bey Hagverdiyev, „Doctor Willy-nilly“ von Molière, 1915 – „Fidelity to the Vow“ von Namik Kemal, in anderen Jahren in verschiedenen Truppen – „Farhad und Shirin“ (Oper) von Mirza Jalal Yusifzade, der „Schmied Geve“ von Shamsaddin Sami, „Nadir Shah“ von Nariman Narimanov.
Während des Ersten Weltkriegs richtete die Muslim Charitable Society in Baku vier Unterkünfte für vom Krieg betroffene Kinder ein. Eine der Unterkünfte befand sich in der Schule der „Safa“-Gesellschaft. Darüber hinaus stellte der Verein den Kriegsopfern ein Tageseinkommen aus der Filmarbeit zur Verfügung.
Im April 1914 beschloss der Vorstand der Gesellschaft, die Ausbildung von 25 muslimischen Studenten zu finanzieren, die wegen Nichtzahlung der Studiengebühren von der Kiewer Universität ausgeschlossen worden waren. Die Mittel wurden aus dem Haushalt der Gesellschaft bereitgestellt und an den Rektor der Universität überwiesen.
Die Vertreter der Gesellschaft nahmen am „Gesamtkaukasischen Kongress muslimischer Studenten“ teil, der im Mai 1917 stattfand.